# Procordulia irregularis
Procordulia irregularis är en trollsländeart som beskrevs av Martin 1907. Procordulia irregularis ingår i släktet Procordulia och familjen skimmertrollsländor. Inga underarter finns listade i Catalogue of Life.